# شانگکوو-کولونگا
شانگکوو-کولونگا (به لهستانی:  Szańków-Kolonia) یک روستا در لهستان است که در گمینا ووشتسه واقع شده‌است.